# Ringwall Schlossberg (Obermarbach)
Der Ringwall Schlossberg ist ein abgegangener frühmittelalterlicher Ringwall auf 489 m ü. NHN 1600 m nordnordöstlich der Pfarrkirche St. Vitus in Obermarbach, einem Gemeindeteil der Gemeinde Petershausen im Landkreis Dachau in Bayern. Die Anlage liegt auch 450 m südöstlich von Oberpaindorf.
Die Anlage wird als Bodendenkmal unter der Aktennummer D-1-7534-0007 als „Ringwall des frühen Mittelalters (‚Schlossberg‘)“ geführt.

## Beschreibung
Die in etwa runde Anlage liegt auf einem Hügel südlich eines Nebenflusses der Ilm. Sie besitzt abgerundete Ecken und misst in Ost-West-Richtung 130 m und in Nord-Süd-Richtung 110 m. Sie liegt heute in einem Waldgebiet. 